# Coast to Coast: Overture and Beginners
Albums de Rod Stewart
Never a Dull Moment
(1973) Smiler
(1974)
Albums de Faces
Ooh La La
(1973)
Coast to Coast: Overture and Beginners est un album live crédité Rod Stewart / Faces, sorti en 1974. Il provient de la tournée américaine donnée l'année précédente par le groupe Faces, dont le chanteur, Rod Stewart, poursuit également une carrière solo. Il s'agit du dernier album des Faces, qui se séparent l'année suivante.
Tetsu Yamauchi remplace Ronnie Lane à la basse.

## Titres
| 1. | It's All Over Now                     | Bobby Womack, Shirley Womack  | 4:38 |
| 2. | Cut Across Shorty                     | Wayne Walker, Marijohn Wilkin | 4:18 |
| 3. | Too Bad / Every Picture Tells a Story | Rod Stewart, Ronnie Wood      | 5:49 |
| 4. | Angel                                 | Jimi Hendrix                  | 4:28 |
| 5. | Stay with Me                          | Rod Stewart, Ronnie Wood      | 4:50 |

| 6. | I Wish It Would Rain         | Roger Penzabene, Barrett Strong, Norman Whitfield                          | 4:20 |
| 7. | I'd Rather Go Blind          | Billy Foster, Ellington Jordan                                             | 5:55 |
| 8. | Borstal Boys / Amazing Grace | Ian McLagan, Rod Stewart, Ronnie Wood / traditionnel arrangé par D. Throat | 9:52 |
| 9. | Jealous Guy                  | John Lennon                                                                | 4:25 |

## Musiciens
- Rod Stewart : chant
- Ronnie Wood : guitare, chœurs
- Ian McLagan : piano, orgue, chœurs
- Tetsu Yamauchi : basse, trombone
- Kenney Jones : batterie